# Facundo Buonanotte
Facundo Buonanotte, né le 23 décembre 2004 à Pérez (en), est un footballeur international argentin qui évolue au poste de milieu offensif à Leicester City, en prêt de Brighton & Hove Albion.

## Biographie
Né à Pérez (en), dans le département de Rosario, Facundo Buonanotte a commencé sa carrière footballistique Club Mitre, dans sa ville natale, avant d'intégrer le centre de formation du Rosario Central à l'âge de 10 ans,,.

### Rosario Central
Jouant avec l'équipe reserve du club de Rosario à partir de 2021, Facundo Buonanotte est intégré à l'équipe première de Kily González début 2022,.
Il fait ses débuts professionnels avec le Rosario Central le 11 février 2022, entrant en jeu lors d'un match de Copa de la Liga contre Arsenal de Sarandí,.
Le 13 mai 2022, il s'illustre en inscrivant la dernière réalisation d'une victoire aux tirs au but en Copa Argentine contre Sol de Mayo,, signant son premier contrat professionnel avec Rosario Central le lendemain. 
Il marque son premier but en senior le 8 juillet 2022, lors d'une victoire 1-0 en Primera División contre Sarmiento, à domicile,,. Il fait alors partie avec des joueurs comme Alejo Véliz d'une jeunesse qui est mise au premier plan avec le club de Rosario,.

### Brighton and Hove Albion
Le 26 avril 2023, lors de la 33e journée du championnat d'Angleterre, Facundo Buonanotte inscrit à la 38e minute de jeu son 1er but sous les couleurs de Brighton and Hove Albion Football Club contre l'équipe de Nottingham Forest. Ce soir-là,  son équipe s'incline par 3 buts à 1.

### Carrière en sélection
Buonanotte est international argentin en équipes de jeunes, étant sélectionné avec l'équipe d'Argentine des moins de 20 ans à partir de mars 2022, déjà buteur lors de sa deuxième sélection, un match amical contre le Pérou. Au sein de la sélection de Javier Mascherano, il prend ainsi part au Tournoi de Toulon de 2022,.
En mars 2023, il reçoit sa première convocation en équipe d'Argentine senior pour deux matches amicaux contre le Panama et Curaçao, dans ce qui est la première liste de Lionel Scaloni après le titre mondial décroché par l'Argentine de Messi. Il fait partie d'un groupe de jeunes joueurs qui intègrent l'équipe, à l'image d'Alejandro Garnacho, Lautaro Blanco, Máximo Perrone et Valentín Carboni,,.

## Statistiques
| Saison                | Club                   | Championnat           | Championnat | Championnat | Championnat | Coupe nationale | Coupe nationale | Coupe nationale | Coupe de la Ligue | Coupe de la Ligue | Coupe de la Ligue | Compétition(s) continentale(s) | Compétition(s) continentale(s) | Compétition(s) continentale(s) | Compétition(s) continentale(s) | Argentine | Argentine | Argentine | Total | Total | Total |
| Saison                | Club                   | Division              | M.          | B.          | P.d.        | M.              | B.              | P.d.            | M.                | B.                | P.d.              | Comp.                          | M.                             | B.                             | P.d.                           | M.        | B.        | P.d.      | M.    | B.    | P.d.  |
| 2022                  | Boca Juniors           | Primera División      | 24          | 4           | 2           | 2               | 0               | 0               | 8                 | 0                 | 0                 | -                              | -                              | -                              | -                              | -         | -         | -         | 34    | 4     | 2     |
| 2022-2023             | Brighton & Hove Albion | Premier League        | 13          | 1           | 1           | 1               | 0               | 0               | -                 | -                 | -                 | -                              | -                              | -                              | -                              | 1         | 0         | 0         | 15    | 1     | 1     |
| 2023-2024             | Brighton & Hove Albion | Premier League        | 27          | 3           | 1           | 3               | 1               | 0               | 1                 | 0                 | 0                 | C3                             | 5                              | 0                              | 0                              | 1         | 0         | 0         | 37    | 4     | 1     |
| Sous-total            | Sous-total             | Sous-total            | 40          | 4           | 2           | 4               | 1               | 0               | 1                 | 0                 | 0                 | -                              | 5                              | 0                              | 0                              | 2         | 0         | 0         | 52    | 5     | 2     |
| 2024-2025             | Leicester City (prêt)  | Premier League        | 27          | 4           | 2           | 2               | 0               | 1               | 2                 | 0                 | 0                 | -                              | -                              | -                              | -                              | -         | -         | -         | 31    | 4     | 3     |
| Total sur la carrière | Total sur la carrière  | Total sur la carrière | 91          | 12          | 6           | 8               | 1               | 1               | 11                | 0                 | 0                 | -                              | 5                              | 0                              | 0                              | 2         | 0         | 0         | 117   | 13    | 7     |